# Ommatius tarchetius
Ommatius tarchetius är en tvåvingeart som beskrevs av Walker 1849. Ommatius tarchetius ingår i släktet Ommatius och familjen rovflugor.
Artens utbredningsområde är Mauritius. Inga underarter finns listade i Catalogue of Life.